# Oiartzun
Oiartzun – gmina w Hiszpanii, w prowincji Guipúzcoa, w Kraju Basków, o powierzchni 59,71 km². W 2011 roku gmina liczyła 10 018 mieszkańców.